# 安德烈·西尼亚夫斯基

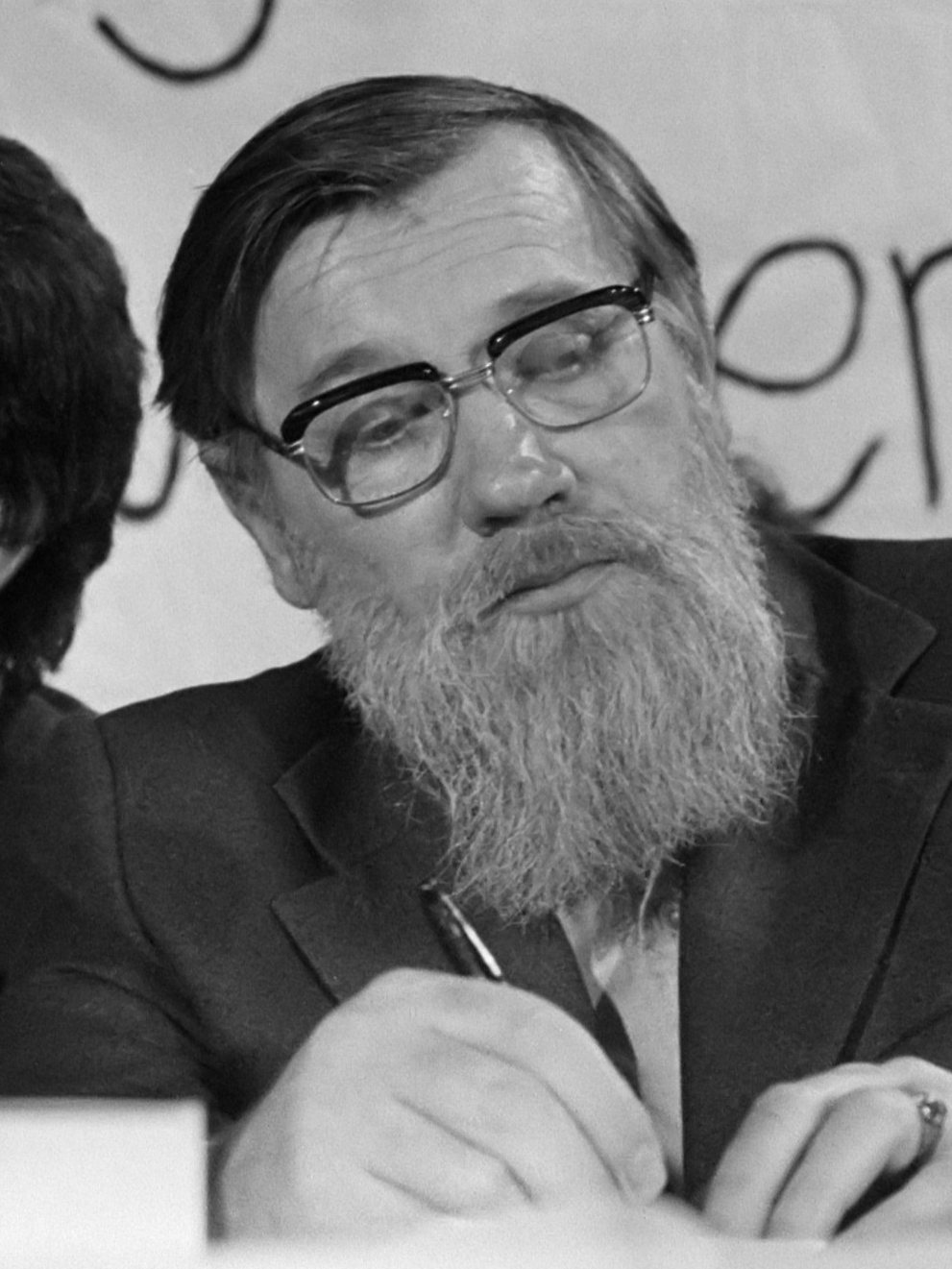
攝於1975年

安德烈·陀纳妥维奇·西尼亚夫斯基（俄语：Андрей Донатович Синявский, 1925年10月8日—1997年2月25日）是一位俄罗斯作家，持不同政见者，政治犯，索邦大学教授，出版商。他经常以“阿勃拉姆·特尔茨”（Абрам Терц） 为笔名写作。这个名字是巴别尔早期故事中所写的敖德萨的摩尔达万卡窃贼区犹太海上走私者的名字，是那个地方底层民谣中带有浪漫色彩的英雄人物。
他早年曾是苏联科学院世界文学研究所的研究人员。1965年9月8日，因为被发现以“阿勃拉姆·特尔茨”的名义在西方发表论文与作品，他被捕并被判刑七年。在劳改营的六年里，他广泛地接触了各种人物。他于1971年提前获释，1973年获准前往法国。1997年，他在位于巴黎郊区的寓所去世。

## 著作
- 《高尔基的长篇小说〈克里姆·萨姆金〉和19世纪末20世纪初俄国思想史》，博士论文（1952）。
- 《何谓社会主义现实主义》（1957）
- 《俄罗斯文学史》第三卷，关于白银时代现代主义学派的章节，苏联科学院出版（1964）。
- 《来自合唱队的声音》
- 《和普希金一起散步》
- 《在果戈理的阴影里》
- 《瓦·瓦·洛扎诺夫的〈落叶集〉》
- 《苏维埃文化：一部文化史》（1989）
- 《伊凡：傻瓜（人们信仰概论）》（1991）
- 《俄罗斯知识分子》，在哈佛大学哈里曼研究所的讲稿。（1997）